# Karl Peschke (Politiker)

Karl Peschke

Karl Peschke (* 12. September 1882 in Breslau; † 1943) war ein deutscher Politiker (NSDAP) und Allgemeinmediziner.

## Leben und Wirken
Peschke besuchte die Volksschule in Ratibor, Oppeln und Breslau sowie Gymnasien in Breslau und Kattowitz. Er studierte Medizin an der Universität Breslau. 1908 wurde er approbiert. Von 1910 bis 1921 praktizierte Peschke, unterbrochen von der Teilnahme am Ersten Weltkrieg von 1914 bis 1918, als Arzt im oberschlesischen Zellin. 1921 siedelte er nach Neumarkt in Schlesien über, wo er bis zum Oktober 1933 als Arzt praktizierte. Danach übernahm er einen Posten als Vertrauensarzt bei der landwirtschaftlichen Berufsgenossenschaft der schlesischen Provinzialverwaltung.
Nach Kriegsende gehörte er dem Bund Schlesierland an und trat 1919 in die DNVP ein. Er war Mitbegründer der radikal völkischen DVFP, die sich von der DNVP abgespalten hatte und wechselte 1924 zur NSFP. Zum 1. April 1925 trat Peschke in die NSDAP ein (Mitgliedsnummer 2.281). 1929 trat er in die SA ein und wechselte von dort 1931 zur SS, wo er als Standartenarzt wirkte. Er beteiligte sich an der Gründung des Gaues Schlesien, wo er von 1930 bis 1933 stellvertretender Gauleiter war. Zudem beteiligte er sich am Aufbau der NS-Bewegung im Kreise Neumarkt, in dem er die Leitung einer Ortsgruppe und – von 1920 bis 1933 – zugleich die Kreisleitung ausübte. 1931 wurde Peschke Gauobmann des Nationalsozialistischen Deutschen Ärztebundes in Schlesien.
Von März 1933 bis zu seinem Tod 1943 gehörte Peschke dem Reichstag als Abgeordneter für die NSDAP an. In dieser Zeit stimmte er unter anderem für das von der Regierung Hitler eingebrachte Ermächtigungsgesetz vom 24. März 1933, das die juristische Grundlage für die Errichtung der NS-Diktatur bildete. Zuvor hatte Peschke bereits der Stadtverordnetenversammlung in Neumarkt und seit 1932 dem kommissarischen Kreisausschuss für den Kreis Neumarkt angehört. Am 13. März 1933 wurde er außerdem in den Provinziallandtag von Niederschlesien aufgenommen.
Peschke amtierte ferner als Gauamtsleiter des Amtes für Volksgesundheit in Schlesien, als Leiter der schlesischen Sektion der Reichsärztekammer und als Amtsleiter der schlesischen Landesstelle der Kassenärztlichen Vereinigung Deutschlands. Ferner war er stellvertretendes Mitglied des Bezirksausschusses in seiner Heimat und Mitglied der Arbeitskammer des Gaues Schlesien.